# 新纳扎雷
新纳扎雷是巴西马托格罗索州的一个市镇。总面积4038.699平方公里，总人口2745人，人口密度0.7人/平方公里。